# Floursies
Floursies település Franciaországban, Nord megyében. Lakosainak száma 127 fő (2022. január 1.). Floursies Beaufort, Wattignies-la-Victoire, Beugnies, Dourlers és Éclaibes községekkel határos.

## Népesség
A település népességének változása:
| Lakosok száma | 136  | 131  | 129  | 128  | 127  | 127  | 127  | 127  | 127  |
|               | 2013 | 2015 | 2016 | 2017 | 2018 | 2019 | 2020 | 2021 | 2022 |